# Beach-volley aux Jeux olympiques de la jeunesse de 2014
Navigation
Édition suivante
Les épreuves de beach-volley aux jeux olympiques de la jeunesse d'été de 2014 ont lieu au stade du Centre sportif olympique de Nankin de Nankin, en Chine, du 17 au 27 août 2014.

## Qualification
36 équipes de chaque sexe sont qualifiées. Chaque CNO peut qualifier un maximum de 2 équipes de 2 athlètes, 1 par sexe,.
Pour participer, les athlètes doivent être nés entre le 1er janvier 1996 et le 31 décembre 1997.

### Garçons
| Compétition                            | Lieu                | Date                | Total Places | Qualifiés                                                      |
| -------------------------------------- | ------------------- | ------------------- | ------------ | -------------------------------------------------------------- |
| Organisateur                           | -                   | -                   | 0            | Chine                                                          |
| EVCA Zone Qualification Tournament     | Pigeon Point        | 18–20 octobre 2013  | 1            | Saint-Vincent-et-les-Grenadines                                |
| CAZOVA Zone Qualification Tournament   | Maracus Bay         | 26–28 novembre 2013 | 1            | Jamaïque                                                       |
| Central Zone Qualification Tournament  | Fajardo             | 6–8 décembre 2013   | 1            | Canada                                                         |
| AFECAVOL Zone Qualification Tournament | Guatemala           | 1–2 février 2014    | 1            | Guatemala                                                      |
| AVC Qualification Tournament           | Nakhon Si Thammarat | 4–6 avril 2014      | 6            | Indonésie Iran Kazakhstan Nouvelle-Zélande Sri Lanka Thaïlande |
| CAVB Qualification Tournament          | Accra               | 11–13 avril 2014    | 6            | Burundi République du Congo Ghana Nigeria Rwanda Sierra Leone  |
| NORCECA Final Qualification Tournament | Carolina            | 12–13 avril 2014    | 2            | Porto Rico États-Unis                                          |
| 2014 CEV Youth Continental Cup Final,  | Antalya             | 15–17 mai 2014      | 6            | Finlande France Allemagne Pologne Russie Ukraine               |
| CSV Youth Tour Final Rankings          | -                   | 19 mai 2014         | 6            | Uruguay Argentine Venezuela Pérou Paraguay Brésil              |
| Invitation                             | -                   | -                   | 3            | Oman Sao Tomé-et-Principe Îles Vierges des États-Unis          |
| Quota réattribué                       | -                   | -                   | 3            | Autriche Lituanie Norvège                                      |
| TOTAL                                  |                     |                     | 36           |                                                                |

### Filles
| Compétition                            | Lieu                | Date                | Total Places | Qualifiés                                                        |
| -------------------------------------- | ------------------- | ------------------- | ------------ | ---------------------------------------------------------------- |
| Organisateur                           | -                   | -                   | 1            | Chine                                                            |
| EVCA Zone Qualification Tournament     | Pigeon Point        | 18–20 octobre 2013  | 1            | Sainte-Lucie                                                     |
| CAZOVA Zone Qualification Tournament   | Maracus Bay         | 26–28 novembre 2013 | 1            | Trinité-et-Tobago                                                |
| Central Zone Qualification Tournament  | Fajardo             | 6–8 décembre 2013   | 1            | États-Unis                                                       |
| AFECAVOL Zone Qualification Tournament | Guatemala           | 1–2 février 2014    | 1            | Guatemala                                                        |
| AVC Qualification Tournament           | Nakhon Si Thammarat | 4–6 avril 2014      | 6            | Australie Taipei chinois Indonésie Kazakhstan Thaïlande Viêt Nam |
| CAVB Qualification Tournament          | Accra               | 11–13 avril 2014    | 6            | République du Congo Ghana Namibie Nigeria Rwanda Sierra Leone    |
| NORCECA Final Qualification Tournament | Carolina            | 12–13 avril 2014    | 2            | Canada Porto Rico                                                |
| 2014 CEV Youth Continental Cup Final,  | Antalya             | 15–17 mai 2014      | 6            | Tchéquie France Allemagne Italie Russie Turquie                  |
| CSV Youth Tour Final Rankings          | -                   | 19 mai 2014         | 6            | Paraguay Équateur Argentine Uruguay Brésil Bolivie               |
| Invitation                             | -                   | -                   | 2            | Tuvalu Vanuatu                                                   |
| Quota réattribué                       | -                   | -                   | 3            | Autriche Lettonie Suisse                                         |
| TOTAL                                  |                     |                     | 36           |                                                                  |

## Programme
Le programme est le suivant  :
Les horaires sont ceux de Chine (UTC+8)
| Date    | Jour     | Début             | Compétition                                    |
| ------- | -------- | ----------------- | ---------------------------------------------- |
| 17 août | Dimanche | 08:00 15:00 19:00 | Phase de groupe garçons Phase de groupe filles |
| 18 août | Lundi    | 08:00 15:00 19:00 | Phase de groupe garçons Phase de groupe filles |
| 19 août | Mardi    | 08:00 15:00 19:00 | Phase de groupe garçons Phase de groupe filles |
| 21 août | Jeudi    | 08:00 15:00 19:00 | Phase de groupe garçons Phase de groupe filles |
| 22 août | Vendredi | 08:00 15:00 19:00 | Phase de groupe garçons Phase de groupe filles |
| 24 août | Dimanche | 08:00             | 1/16e de finale garçons 1/16e de finale filles |
| 24 août | Dimanche | 18:00             | 1/8e de finale garçons 1/8e de finale filles   |
| 25 août | Lundi    | 15:00 20:00       | 1/4 de finale garçons 1/4 de finale filles     |
| 26 août | Mardi    | 15:00             | 1/2 finales filles                             |
| 26 août | Mardi    | 20:00             | Finales filles                                 |
| 27 août | Mercredi | 15:00             | 1/2 finales garçons                            |
| 27 août | Mercredi | 20:00             | Finales garçons                                |

## Compétitions
| Compétition     | Or                                                    | Argent                                 | Bronze                                   |
| --------------- | ----------------------------------------------------- | -------------------------------------- | ---------------------------------------- |
| Tournoi garçons | Russie Oleg Stoyanovskiy Artem Iarzutkin              | Venezuela Rolando Hernandez José Gomez | Argentine Leandro Aveiro Santiago Aulisi |
| Tournoi filles  | Brésil Eduarda Santos Lisboa Ana Patricia Silva Ramos | Canada Megan McNamara Nicole McNamara  | Allemagne Sarah Schneider Lisa Arnholdt  |

## Tableau des médailles
| Rang  | Nation | Or | Argent | Bronze | Total |
| ----- | ------ | -- | ------ | ------ | ----- |
| 1     |        |    |        |        |       |
| Total |        |    |        |        |       |